# Blues (Super Rugby)

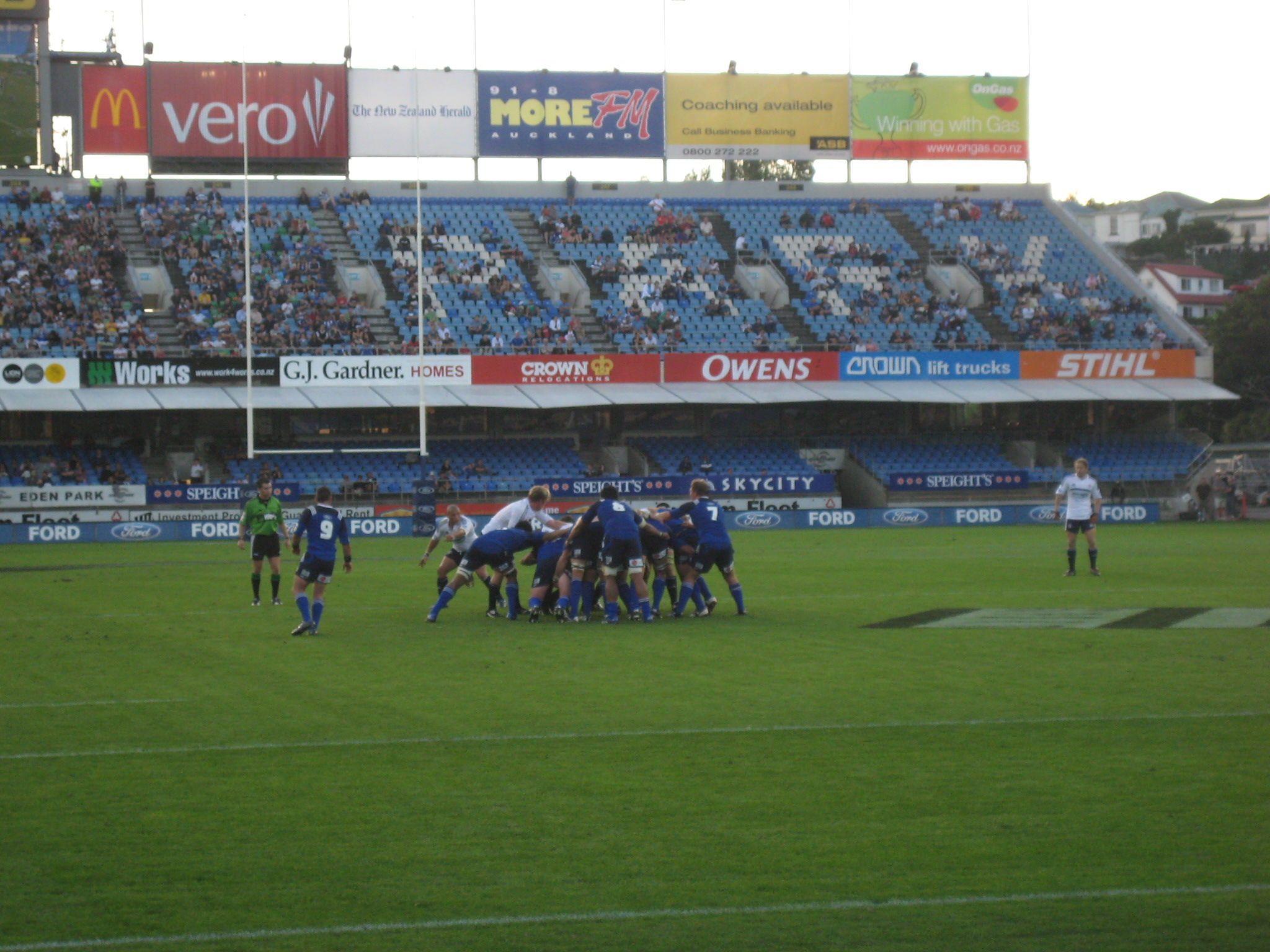
De Blues in een wedstrijd tegen de Crusaders in het Eden Park in Nieuw-Zeeland.

Blues (voorheen de Auckland Blues) is een professioneel rugbyteam uit Auckland in Nieuw-Zeeland dat uitkomt in de Super Rugbycompetitie. Blues is, net als de andere Nieuw-Zeelandse Super Rugbyteams in 1996 opgericht door de Nieuw-Zeelandse Rugby Unie. In 1996 en 1997 won het team de competitie en in 1998 verloor het de finale van de Crusaders. In 2003 won ze het toernooi opnieuw.
De thuisbasis van het team is Eden Park. Daarnaast is het North Harbour Stadium de tweede thuisbasis van de ploeg. De huidige coach is Tana Umaga.